# Louis Bouchier
Louis Bouchier (Saint-Martin-en-Vercors (Drôme), 12 février 1921 - Romans-sur-Isère, 15 décembre 1990 ) est un résistant français.

## Biographie
Il s'engage dès le début de la Seconde Guerre mondiale comme volontaire et sert à Porté-Puymorens, puis à Cambrai. À la tête d'un groupe franc de Romans-sur-Isère, dès mars 1943, il commande de nombreuses opérations de sabotage dans les usines travaillant pour l’Allemagne, comme sur les voies de communication.
Nommé sous-lieutenant au 11e cuirassier, il se distingue dans la Compagnie Goderville, lors des opérations de Saint-Nizier et permet, grâce à sa connaissance du terrain, à celle-ci de se réfugier au-dessus du hameau de La Rivière, dans la Grotte des Fées encore inconnue des cartes d'état-major de l'époque. Il succède au Capitaine Goderville, après la mort de celui-ci. Il participe alors à la libération de Romans du 22 août au 27 août 1944 puis, regroupant les éléments dispersés, lance une seconde attaque les 22, 27 et 28 août 1944.
Après la guerre, il devient instructeur à Saint-Cyr (1945-1950).
Il participe à la guerre d'Algérie lors d'un premier séjour de 1955 à 1957.
Il rejoint ensuite l'Ecole d'Application de l'Arme Blindée Cavalerie à Saumur où il est instructeur puis commandant d'un escadron d'élèves-officiers.
Son deuxième séjour en Algérie le place dans les fonctions d'officier de renseignements puis de Commandant de Quartier.
A l'issue de ce deuxième séjour, il sert successivement au 8e Régiment de Hussards à Colmar, à l'Etat-Major de la 13e Brigade Mécanisée à Constance en Allemagne et enfin au Camp du Valdahon où il termine sa carrière en 1973 en qualité de commandant de camp, puis prend sa retraite avec le grade de Colonel.
Il fut président de l'association nationale des pionniers et combattants volontaires du Vercors de 1971 à sa mort en 1990.

## Distinctions[4]
- Commandeur de la Légion d’honneur
- Croix de guerre 1939-45 (quatre citations dont deux à l’ordre de l’armée)
- Croix de la valeur militaire
- Médaille de la Résistance